# 진먼 포격전
제2차 타이완 해협 위기(영어: Second Taiwan Strait Crisis) 또는 진먼 포격전(영어: 1958 Taiwan Strait Crisis)은 1958년 8월 23일부터 10월 5일까지 진먼 섬(중국어 정체자: 金門)에 주둔하고 있던 중화민국 국군에 대해 중국 인민해방군이 포격을 가한 전투이다.
중화인민공화국에서는 진먼포전 (중국어 간체자: 金门砲战), 중화민국에서는 8.23포전 (중국어 정체자: 八二三砲戰)이라고도 부른다. 중국 인민해방군은 8월 23일부터 10월 5일까지 47만발에 달하는 포탄을 퍼부었으나, 중화민국 육군 진먼방위사령부(金門防衛指揮部) 사령관이었던 후리엔(胡璉)은 미국 해군의 해상수송 지원을 받으며 진먼 섬을 사수하고 8인치 유탄포로 샤먼의 중국 인민해방군에 반격을 가했다. 그 후, 공격의 횟수가 점차 줄어들다가 1979년 1월 1일 미·중 국교 정상화 이후 포격전이 멈췄다.

## 배경
한국 전쟁이 정전협정 체결로 마무리되자 중화인민공화국은 1950년대 중반, 동남부 연안의 잉샤(鹰厦)철도와 절민(浙闽), 감민(赣闽)、월민(粤闽) 군사도로를 닦고, 푸저우시(福州), 푸톈 시(莆田), 장저우 시(漳州), 진장 시(晋江), 후이안 현(惠安), 롄청 현(连城) 등에 비행장을 건설하였다. 1956년에는 소비에트 연방의 미그-17 전투기를 면허생산한 섬격 5형(歼撃五型)의 시험비행을 성공시켰고, 지상군 전력에 비해 크게 약했던 공군력을 증강시키기 위해 애를 썼다.
또 국제적으로는 1958년 7월에 이라크 왕국에서 혁명이 발생하여 왕정이 전복되었고, 영ㆍ미 양국 정부는 즉시 레바논과 요르단에 파병하여 중동지역의 긴장이 고조되던 상황이었다. 중화인민공화국은 중동 인민의 반침략주의 전쟁을 지원한다는 명목으로 타이완 해협의 연안 병력을 확충하고 중화민국의 진먼 섬과 마쭈 열도를 공격할 준비를 하였다. 중화민국 측도 이에 맞서 8월 15일에 진마 지구(金馬地區)에 전투준비를 명하였다.

## 경과
1958년 8월 23일 오후 6시, 중국 인민해방군은 다진먼 섬ㆍ샤오진먼 섬에 대해 맹렬한 포격을 개시했다. 전투개시 2시간 만에 4만발, 하루 만에 5만7천발의 포탄이 사용되었다. 중국 인민해방군은 중화민국 국군의 중앙지휘소ㆍ관측소ㆍ교통기관과 포병진지를 목표로 공격하여 중화민국 측에서는 440여명의 사망자가 발생했다. 이때 진먼방위사령부의 부사령 지싱원(吉星文)ㆍ자오지아샹(趙家驤)ㆍ장지에(章傑)가 전사하였고, 참모장 류밍쿠이(劉明奎)와 진먼 시찰 중이던 국방부장 위다웨이(兪大維)는 부상을 당했다. 미국의 덜레스 국무장관은 중화인민공화국에 '진마 지구를 탈취하는 것은 평화에 대한 위협'이라고 경고하였다.
8월 24일, 중국 인민해방군은 진먼의 탄두진지, 랴오뤄 만(料羅灣, 요라만) 부두, 진먼공항 및 포병진지에 대해 포격을 집중시켰고, 이에 대해 중화민국군은 중국 인민해방군의 포병진지에 반격을 개시하였다. 중국 인민해방군은 항만과 공항에 대한 공격을 계속하여 진먼의 봉쇄를 시도하였다. 진먼 봉쇄작전에 대한 대항수단으로서 미국정부는 제7함대를 타이완 해협에 파견하여, 중화민국 국군에 대한 물자 보급을 지원함과 동시에, 공군・해병대・육군의 합동 훈련연습을 실시하여 중화인민공화국에 경고하고, F-104A 전투기 등을 중화민국에 급파, 작전지휘센터를 설치하는 등의 지원을 하였다.
8월 25일 이후, 중화민국군은 진먼에의 해상 보급을 유지하기 위해 야간 보급작전을 행하였지만, 중국 인민해방군은 수뢰정 등을 동원하여 보급 저지를 꾀하였다. 9월 1일 펑후 제도의 마궁 시(馬公)에서 출항한 중화민국군 보급함이 다음날 랴오뤄 만(料羅灣)에서 중국 인민해방군 함정과 맞닥뜨려 9.2해전(九二海戰)이라 불리는 전투가 발생하였다. 중화민국 측은 이 전투에서 중국 인민해방군 함정 10여 척이 격침되었다고 발표하였지만, 중화인민공화국 측은 충돌에 의해 2척이 침몰하였고 보급함 타강호(沱江号)가 큰 피해를 입혔다고 발표하였다. 또 공중전에서는 중화민국 측이 제공권을 확보하였다.

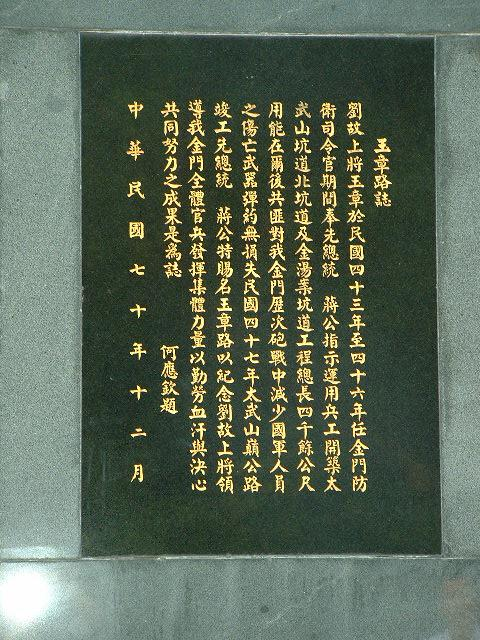
태무산 진먼방위사령부(太武山金門防衛指揮部), 기념원사령 유옥장 상장(紀念元司令劉玉章上將)의 석비. 유옥장과 후 리엔(胡璉)은 1950년대에 진먼 방위를 담당했었다.

당시 미국 정부는 중화민국에 진먼 다오와 마쭈 열도는 미국ㆍ중화민국 공동방위조약에 명시된 범위에 포함되지 않는다며 진먼 섬의 포기를 요구하였지만, 장제스는 이를 거부하였다. 미국은 사태해결을 위해 제3국을 통해서 진먼 방위 전투에 전술 핵무기를 사용할 수 있다고 시사하였다(미국 공군이 푸젠성의 샤먼 주변에 대한 핵공격을 계획하였지만, 당시 미국 대통령 아이젠하워가 이를 승인하지 않았다는 사실이 미국 국방부의 기밀문서에 의해 2008년 밝혀졌다). 또 중화민국군에 대하여는 무기를 공여하였다. 소련 공산당의 니키타 흐루쇼프 서기장은 '미ㆍ소간의 핵공격을 촉발하지 말라'고 중화인민공화국에 경고했다. 9월 18일 이후에는 미국으로부터 8인치 유탄포가 진먼에 제공되었고, 9월 26일 이후 중화민국 국군은 대등(大嶝)과 이등(二嶝)의 중국 인민해방군 포병진지를 공격, 큰 피해를 입혔다.
10월 5일, 중화인민공화국 국방부장 펑더화이(彭德怀)는 '진먼 섬에 대한 포격을 7일간 중지한다'고 발표하였고, 10월 13일에는 다시 2주간의 공격중지를 발표, 적극적인 공격을 멈췄고 포격전은 소강국면으로 전환되었다. 10월 28일, 중화인민공화국 측은 '하루씩 걸러 포격한다'고 발표하였고 포격은 차츰 줄어들어 갔다. 최종적으로 전투가 중지된 것은 1979년 1월 1일 미ㆍ중 국교수립에 의해서였다. 국교수립 당시 중화인민공화국 국방부장 쉬샹첸(徐向前)은 『대ㆍ소 진먼도 등의 도서에 대한 포격전 중지 성명(停止砲撃大・小金门等岛屿的声明)』을 발표, 20년에 걸친 포격전은 마침내 멈추게 되었다.

## 영향
진먼 포격전에는 47만 발이 넘는 포탄이 사용되어, 전사(戰史)상 최고의 착탄밀도(著彈密度)가 기록되었다. 포격에 사용된 포탄의 탄신(彈身)에는 매우 단단한 경금속(硬金屬)이 사용되었고, 진먼 섬의 주민들은 포탄을 재활용하여 식칼을 만들게 되어 현재까지도 진먼을 대표하는 특산품이 되어 있다.

## 같이 보기
- 국공 내전
- 진먼 현